# Apomempsis bufo
Apomempsis bufo là một loài bọ cánh cứng trong họ Cerambycidae.